# 热力发电厂

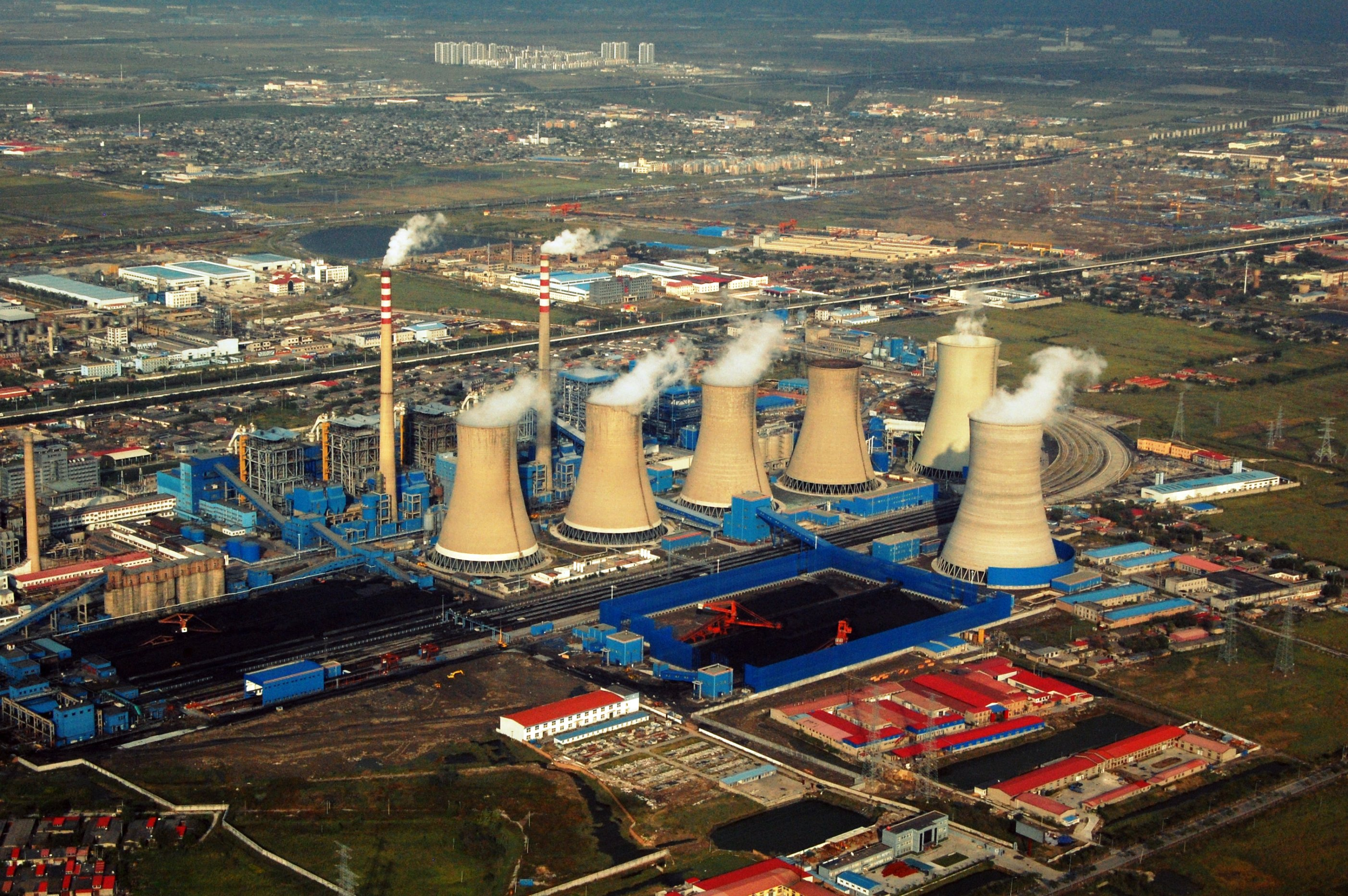
俯瞰位于天津郊区的发电厂

热力發電廠（英語：thermal power station 或 thermal power plant），简称热电厂，是由蒸汽作原动力的發電廠。水被加热，转变为蒸汽，推动蒸汽轮机运转，带动发电机工作，同时也做一些其他工作（如船舶推进）。当蒸汽通过轮机时，它被冷凝器冷凝，被加热它的场所回收，称为郎肯循环。
核电站和大部分火力发电厂（即燃烧化石燃料的发电厂）都是热电厂，全球大部分的电力都是来自这两种电厂。另外地热、生物质能以及小部分太阳能发电站也是热电厂。

## 热电厂結構

燃煤火力發電廠示意圖

## 環境影響
火力
1. 消耗氧氣，排放二氧化碳
2. 增加落塵的機率
3. 燃料中含硫，增加產生酸雨的機率

核能
1. 會產生放射性物質（核廢料）
2. 大量的廢熱會造成熱汙染

地熱
1. 灌入的高壓水可能導致地震
2. 可能會使地層中的天然氣洩漏，並汙染地下水層

不過，火力發電廠可透過大型的減排設備，將污染減至最低，以及進行碳收集及儲存。